# Dat zal ze leren! (Nederland)
Dat zal ze leren! is een televisieserie van negen afleveringen van de Nederlandse productiemaatschappij Endemol die vanaf 4 september 2006 elke maandag werd uitgezonden door RTL 5 om 20.30 uur. Het programma werd op zaterdag 19.30 uur herhaald op dezelfde zender. In de zomer van 2007 werd het nog een keer herhaald.
Het programma volgde vier weken lang 24 jongeren (12 meisjes en 12 jongens), in de leeftijd van 15 tot 19 jaar, die zich op een kostschool in de jaren 50 waanden, met de kleding, het lesmateriaal, maar ook de normen en waarden van toen.

## Cast
| Nummer | Volledige Naam    | Specialisatie                     |
| ------ | ----------------- | --------------------------------- |
| 1      | Dick Beijer       | Directeur                         |
| 2      | Theo Timmers      | Leraar lichamelijke opvoeding     |
| 3      | Jan la Heij †     | Huismeester                       |
| 4      | Annemarieke Lente | Lerares Nederlands                |
| 5      | Albert Dogger     | Leraar geschiedenis               |
| 6      | Ton Groeneveld    | Leraar wiskunde                   |
| 7      | Hubert Schaab     | Leraar Engels                     |
| 8      | Cees Dam          | Leraar biologie en mentor jongens |
| 9      | Karin Kleybocker  | Lerares Duits en mentor meisjes   |
| 10     | Marit Peters      | Muziekjuffrouw                    |
| 11     | Tessa Hendriks    | Toneeljuffrouw                    |
| 12     | Roderick Vonhögen | Pastoor                           |

| Nummer | Naam         | Achternaam      | Toestand                                            |
| ------ | ------------ | --------------- | --------------------------------------------------- |
| 1      | Marieke      | Langhout        | Geslaagd voor de jaren 50 en het examen             |
| 2      | Duco         | Van der Burg    | Geslaagd voor de jaren 50 en het examen             |
| 3      | Jacqueline   | Brouwer         | Geslaagd voor de jaren 50 en het examen             |
| 4      | Kelsey       | Classz Coockson | Geslaagd voor de jaren 50 en het examen             |
| 5      | Suzan        | Derksen         | Geslaagd voor de jaren 50 en het examen             |
| 6      | Dibbes       | Verbeek         | Geslaagd voor de jaren 50 en gezakt voor het examen |
| 7      | Charmaine    | Tjong-a-tjoe    | Geslaagd voor de jaren 50 en gezakt voor het examen |
| 8      | Joost        | Scholtens       | Geslaagd voor de jaren 50 en gezakt voor het examen |
| 9      | Sjamira      | Rosenburg       | Geslaagd voor de jaren 50 en gezakt voor het examen |
| 10     | Jasper       | Bendermacher    | Geslaagd voor de jaren 50 en gezakt voor het examen |
| 11     | Masha        | De Kloe         | Geslaagd voor de jaren 50 en gezakt voor het examen |
| 12     | Marc         | Verschuren      | Gezakt voor de jaren 50 en geslaagd voor het examen |
| 13     | Noralie      | Van 't Hul      | Gezakt voor de jaren 50 en geslaagd voor het examen |
| 14     | Kristie Jane | Steinfort       | Gezakt voor de jaren 50 en geslaagd voor het examen |
| 15     | Milan        | Plasmeijer      | Gezakt voor de jaren 50 en geslaagd voor het examen |
| 16     | Emil         | Landman         | Gezakt voor de jaren 50 en voor het examen          |
| 17     | Raymon       | Lagerburg       | Gezakt voor de jaren 50 en het examen               |
| 18     | Angel        | Hamm            | Gezakt voor de jaren 50 en het examen               |
| 19     | Lukas        | Zandvliet       | Gezakt voor de jaren 50 en het examen               |
| 20     | Judith       | Bos             | Gezakt voor de jaren 50 en het examen               |
| 21     | Brian        | Lambert         | Tijdelijk weggestuurd uit het programma en gezakt   |
| 22     | Yentl        | Oosterhof       | Weggestuurd uit het programma                       |
| 23     | Madelon      | De Jong         | Weggestuurd uit het programma                       |
| 24     | Lars         | Kersten         | Weggestuurd uit het programma                       |